# II-81
Die II-81 (bulgarisch Републикански път ІІ-81 Republikanski pat II-81, "Republikstraße II-81") ist eine Hauptstraße (zweiter Ordnung) in Bulgarien.

## Verlauf

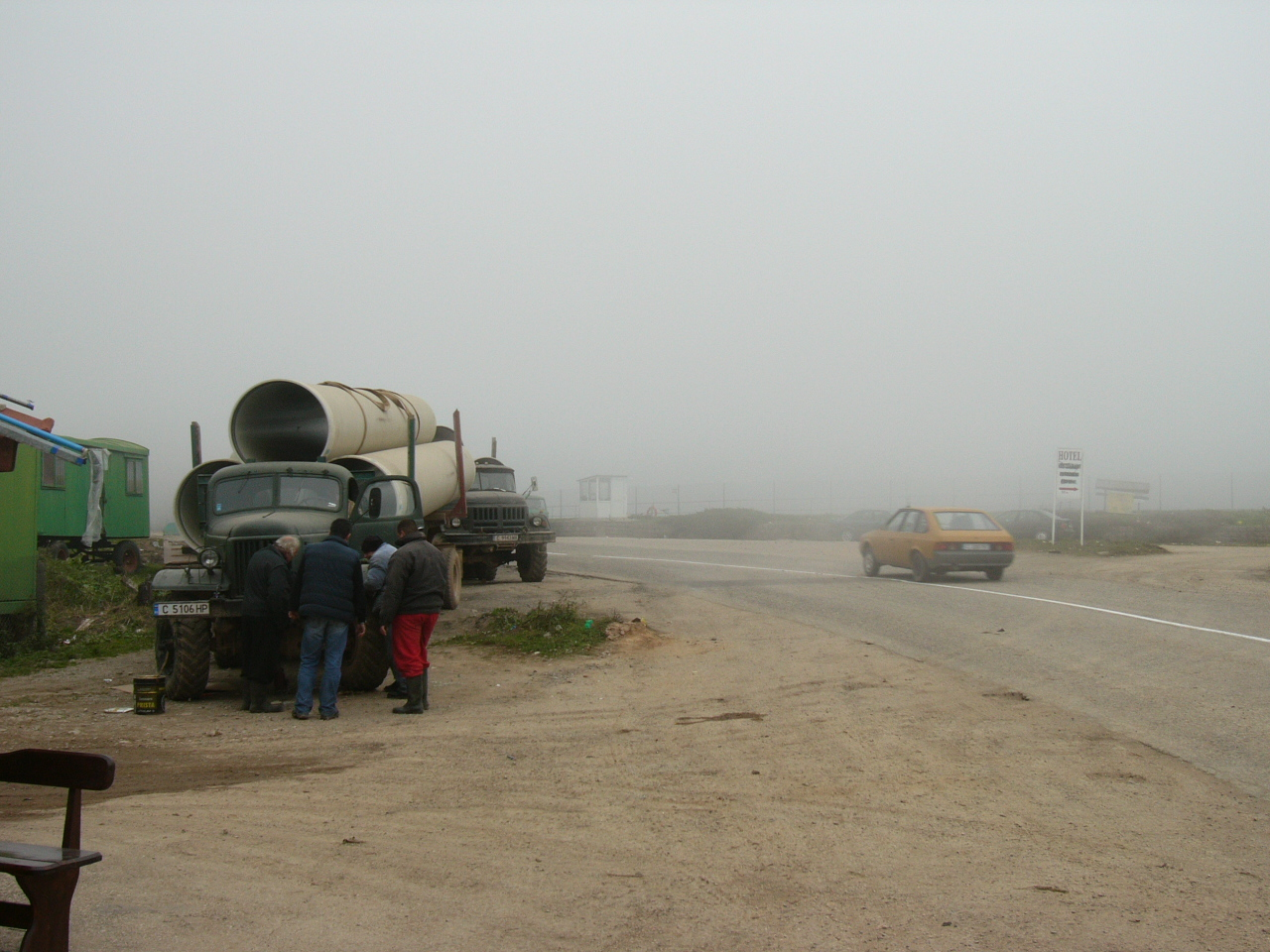
Der Petrochan-Pass

Die Straße beginnt an der Straße erster Ordnung I-8 (Europastraße 80) und der Sofioter Ringstraße II-18 im Nordwesten der Landeshauptstadt Sofia (bulgarisch София) in Verlängerung der Ausfallstraße Lomsko Schose und führt in nordwestlicher Richtung durch die Sofiaebene nach Kostinbrod (bulgarisch Костинброд). Nordwestlich der Stadt führt sie auf die Höhen der Mala Planina, die einen Teil des Balkangebirges bilden, und weiter durch Butschin Prochod und von dort generell, teils serpentinenreich, über den Petrochan-Pass (1444 m) nach Norden östlich an Berkowiza (bulgarisch Берковица) vorbei und durch die Donautiefebene über Blagowo nach Montana (bulgarisch Монтана), das Hauptort der gleichnamigen Oblast ist. Dort kreuzt sie die Montana nördlich umgehende, von Widin kommende Straße I-1 (zugleich Europastraße 79). Von Montana setzt sie sich nach Norden durch die Dörfer Wirowe, Dolno Zerowene, Pischurka und Rasowo nach Lom (bulgarisch Лом) am Südufer der Donau fort, wo sie an der  von Widin nach Nikopol führenden Straße II-11 endet.
In Lom besteht keine Möglichkeit, die Donau zu queren. Die nächste Möglichkeit ist die Donaubrücke 2 zwischen Widin und Calafat an der Straße I-1/rumänischer Drum național 56 (Europastraße 79).